# Campeonato Maranhense 2022
El Campeonato Maranhense de Fútbol 2022 fue la 101.ª edición de la primera división de fútbol del estado de Maranhão. El torneo fue organizado por la Federação Maranhense de Futebol (FMF). El torneo comenzó el 23 de enero y finalizó el 20 de abril.
Sampaio Corrêa se consagró tricampeón consecutivo tras vencer en la final a Cordino en tanda de penales, logrando así su título estatal número 36.

## Sistema de juego

### Primera fase
- Fase de grupos: Los 8 equipos se dividen en dos grupos de 4 cada uno, enfrentando cada club en modalidad de todos contra todos al resto de equipos de su grupo en sola rueda. Culminadas las tres fechas, los dos primeros equipos de cada grupo clasifican a las semifinales.

- Semifinales: Los enfrentamientos se emparejan con respecto al puntaje de la fase de grupos, de la siguiente forma:
  - 1.º A vs. 2.º B
  - 1.º B vs. 2.º A

- Final: Los dos ganadores de las semifinales disputan la final, el ganador clasificará a la final estadual.

- Nota 1: Se disputan a partido único, siendo local el equipo con mayor cantidad de puntos hasta aquel momento.
- Nota 2: En caso de empate en cualquier llave, el ganador se definirá en tanda de penales.

### Segunda fase
- Fase de grupos: Los 8 equipos se dividen en dos grupos de 4 cada uno, enfrentando cada club, esta vez, al resto de equipos del otro grupo en sola rueda. Culminadas las cuatro fechas, los dos primeros equipos de cada grupo clasifican a las semifinales.

- Semifinales: Los enfrentamientos se emparejan con respecto al puntaje de la fase de grupos, de la siguiente forma:
  - 1.º A vs. 2.º B
  - 1.º B vs. 2.º A

- Final: Los dos ganadores de las semifinales disputan la final, el ganador clasificará a la final estadual.

- Nota 1: Se disputan a partido único, siendo local el equipo con mayor cantidad de puntos hasta aquel momento.
- Nota 2: En caso de empate en cualquier llave, el ganador se definirá en tanda de penales.

### Final estadual
La disputan los ganadores de ambas fases, jugándose en partidos de ida y vuelta. En caso un equipo gane tanto la primera como la segunda fase, será automáticamente campeón.
- Nota: En caso de empate en puntos y diferencia de goles, se definirá en tanda de penales. No se consideran los goles de visita.

### Descensos
Los dos equipos con menor puntaje en las sumatorias de los puntos de la primera y segunda fase, perderán la categoría.

### Clasificaciones
- Copa de Brasil 2023: Clasifican tres equipos. Los dos finalistas del campeonato, junto a uno de los finalistas de la Copa FMF 2022.
- Copa do Nordeste 2023: Clasifican tres equipos. A la fase de grupos accede únicamente el campeón. A la Pre-Copa do Nordeste acceden el subcampeón y el equipo con mejor posición en el Ranking CBF 2022, exceptuando a los dos equipos mencionados anteriormente.
- Serie D 2023: Clasifican dos equipos. El mejor equipo de la tabla acumulada que no dispute la Serie A, Serie B o Serie C en la temporada 2022 o la Serie C en 2023; junto a uno de los finalistas de la Copa FMF 2022.

## Equipos participantes
| Equipo          | Ciudad                 | Estadio         | Capacidad | Posición 2021      | Títulos (último) |
| --------------- | ---------------------- | --------------- | --------- | ------------------ | ---------------- |
| Cordino         | Barra do Corda         | Leandro Cláudio | 1200      | 1.º (2.ª división) | 0                |
| IAPE            | São Luís               | Nhozinho Santos | 11 429    | 5.º                | 0                |
| Juventude Samas | São Mateus do Maranhão | Pinheirão       | 1500      | 4.º                | 0                |
| Moto Club       | São Luís               | Castelão        | 40 149    | 2.º                | 26 (2018)        |
| Pinheiro        | Pinheiro               | Costa Rodrigues | 5000      | 3.º                | 0                |
| Sampaio Corrêa  | São Luís               | Castelão        | 40 149    | Campeón            | 35 (2021)        |
| São José        | São José de Ribamar    | Dário Santos    | 600       | 6.º                | 0                |
| Tuntum          | Tuntum                 | Rafael Seabra   | 7000      | 2.º (2.ª división) | 0                |

| Crecimiento | Equipos provenientes del Campeonato Maranhense de Segunda División 2021. |

## Primera fase

### Fase de grupos

#### Grupo A
| Pos. | Equipo          | Pts. | PJ | G | E | P | GF | GC | Dif. | Clasificación |
| ---- | --------------- | ---- | -- | - | - | - | -- | -- | ---- | ------------- |
| 1    | Sampaio Corrêa  | 9    | 3  | 3 | 0 | 0 | 7  | 1  | +6   | Fase Final.   |
| 2    | Pinheiro        | 6    | 3  | 2 | 0 | 1 | 4  | 4  | 0    | Fase Final.   |
| 3    | IAPE            | 3    | 3  | 1 | 0 | 2 | 1  | 2  | −1   |               |
| 4    | Juventude Samas | 0    | 3  | 0 | 0 | 3 | 1  | 6  | −5   |               |

 Fuente: FMF
Criterios de clasificación: 1) Puntos; 2) Partidos ganados; 3) Diferencia de gol; 4) Goles anotados; 5) Enfrentamiento directo entre los equipos en cuestión (solo dos); 6) Menor cantidad de tarjetas rojas; 7) Menor cantidad de tarjetas amarillas; 8) Sorteo.

##### Resultados
| Local \ Visitante | IAP | JUV | PIN | SAM |
| ----------------- | --- | --- | --- | --- |
| IAPE              | —   | —   | —   | 0–1 |
| Juventude Samas   | 0–1 | —   | —   | 1–2 |
| Pinheiro          | 1–0 | 3–0 | —   | —   |
| Sampaio Corrêa    | —   | —   | 4–0 | —   |

#### Grupo B
| Pos. | Equipo    | Pts. | PJ | G | E | P | GF | GC | Dif. | Clasificación |
| ---- | --------- | ---- | -- | - | - | - | -- | -- | ---- | ------------- |
| 1    | Moto Club | 7    | 3  | 2 | 1 | 0 | 4  | 2  | +2   | Fase Final.   |
| 2    | São José  | 5    | 3  | 1 | 2 | 0 | 4  | 3  | +1   | Fase Final.   |
| 3    | Tuntum    | 4    | 3  | 1 | 1 | 1 | 4  | 4  | 0    |               |
| 4    | Cordino   | 0    | 3  | 0 | 0 | 3 | 4  | 7  | −3   |               |

 Fuente: FMF
Criterios de clasificación: 1) Puntos; 2) Partidos ganados; 3) Diferencia de gol; 4) Goles anotados; 5) Enfrentamiento directo entre los equipos en cuestión (solo dos); 6) Menor cantidad de tarjetas rojas; 7) Menor cantidad de tarjetas amarillas; 8) Sorteo.

##### Resultados
| Local \ Visitante | COR | MOT | SJO | TUN |
| ----------------- | --- | --- | --- | --- |
| Cordino           | —   | 1–2 | 1–2 | —   |
| Moto Club         | —   | —   | —   | 1–0 |
| São José          | —   | 1–1 | —   | —   |
| Tuntum            | 3–2 | —   | 1–1 | —   |

### Fase Final
|  | Semifinales        | Semifinales        | Semifinales        |           |                | Final          | Final       | Final       |  |
|  | 19 y 27 de febrero | 19 y 27 de febrero | 19 y 27 de febrero |           |                | 12 de marzo    | 12 de marzo | 12 de marzo |  |
|  |                    |                    |                    |           |                |                |             |             |  |
|  |                    |                    |                    |           |                |                |             |             |  |
|  | 1A                 | Sampaio Corrêa     | 1                  |           |                |                |             |             |  |
|  | 1A                 | Sampaio Corrêa     | 1                  |           |                |                |             |             |  |
|  | 2B                 | São José           | 0                  |           |                |                |             |             |  |
|  | 2B                 | São José           | 0                  |           | Sampaio Corrêa | Sampaio Corrêa | 1           |             |  |
|  |                    |                    |                    |           | Sampaio Corrêa | Sampaio Corrêa | 1           |             |  |
|  |                    |                    | Moto Club          | Moto Club | 0              |                |             |             |  |
|  | 1B                 | Moto Club          | Moto Club          | Moto Club | 0              | 2              |             |             |  |
|  | 1B                 | Moto Club          |                    |           |                | 2              |             |             |  |
|  | 2A                 | Pinheiro           | 0                  |           |                |                |             |             |  |
|  | 2A                 | Pinheiro           | 0                  |           |                |                |             |             |  |
|  |                    |                    |                    |           |                |                |             |             |  |

Nota: El equipo que ocupa la primera línea es quien es local en la serie.

## Segunda fase

### Fase de grupos

#### Grupo A
| Pos. | Equipo          | Pts. | PJ | G | E | P | GF | GC | Dif. | Clasificación |
| ---- | --------------- | ---- | -- | - | - | - | -- | -- | ---- | ------------- |
| 1    | IAPE            | 7    | 4  | 2 | 1 | 1 | 3  | 3  | 0    | Fase Final.   |
| 2    | Sampaio Corrêa  | 6    | 4  | 1 | 3 | 0 | 8  | 6  | +2   | Fase Final.   |
| 3    | Pinheiro        | 5    | 4  | 1 | 2 | 1 | 6  | 5  | +1   |               |
| 4    | Juventude Samas | 3    | 4  | 1 | 0 | 3 | 6  | 15 | −9   |               |

 Fuente: FMF
Criterios de clasificación: 1) Puntos; 2) Partidos ganados; 3) Diferencia de gol; 4) Goles anotados; 5) Enfrentamiento directo entre los equipos en cuestión; 6) Menor cantidad de tarjetas rojas; 7) Menor cantidad de tarjetas amarillas; 8) Sorteo.

#### Grupo B
| Pos. | Equipo    | Pts. | PJ | G | E | P | GF | GC | Dif. | Clasificación |
| ---- | --------- | ---- | -- | - | - | - | -- | -- | ---- | ------------- |
| 1    | Cordino   | 7    | 4  | 2 | 1 | 1 | 10 | 5  | +5   | Fase Final.   |
| 2    | São José  | 7    | 4  | 2 | 1 | 1 | 10 | 6  | +4   | Fase Final.   |
| 3    | Moto Club | 4    | 4  | 1 | 1 | 2 | 5  | 6  | −1   |               |
| 4    | Tuntum    | 3    | 4  | 0 | 3 | 1 | 4  | 6  | −2   |               |

 Fuente: FMF
Criterios de clasificación: 1) Puntos; 2) Partidos ganados; 3) Diferencia de gol; 4) Goles anotados; 5) Enfrentamiento directo entre los equipos en cuestión; 6) Menor cantidad de tarjetas rojas; 7) Menor cantidad de tarjetas amarillas; 8) Sorteo.

#### Resultados
| Local \ Visitante | IAP | JUV | PIN | SAM | COR | MOT | SJO | TUN |
| ----------------- | --- | --- | --- | --- | --- | --- | --- | --- |
| IAPE              | —   | —   | —   | —   | 1–0 | —   | —   | 1–1 |
| Juventude Samas   | —   | —   | —   | —   | —   | —   | 3–7 | 2–0 |
| Pinheiro          | —   | —   | —   | —   | —   | 1–1 | 3–1 | —   |
| Sampaio Corrêa    | —   | —   | —   | —   | 2–2 | 3–1 | —   | —   |
| Cordino           | —   | 5–0 | 3–2 | —   | —   | —   | —   | —   |
| Moto Club         | 0–1 | 3–1 | —   | —   | —   | —   | —   | —   |
| São José          | 2–0 | —   | —   | 0–0 | —   | —   | —   | —   |
| Tuntum            | —   | —   | 0–0 | 3–3 | —   | —   | —   | —   |

### Fase Final
|  | Semifinales    | Semifinales    | Semifinales    |         |      | Final       | Final       | Final       |  |
|  | 5 y 6 de abril | 5 y 6 de abril | 5 y 6 de abril |         |      | 10 de abril | 10 de abril | 10 de abril |  |
|  |                |                |                |         |      |             |             |             |  |
|  |                |                |                |         |      |             |             |             |  |
|  | 1A             | IAPE           | 2              |         |      |             |             |             |  |
|  | 1A             | IAPE           | 2              |         |      |             |             |             |  |
|  | 2B             | São José       | 0              |         |      |             |             |             |  |
|  | 2B             | São José       | 0              |         | IAPE | IAPE        | 0           |             |  |
|  |                |                |                |         | IAPE | IAPE        | 0           |             |  |
|  |                |                | Cordino        | Cordino | 3    |             |             |             |  |
|  | 1B             | Cordino (p)    | Cordino        | Cordino | 3    | 1 (4)       |             |             |  |
|  | 1B             | Cordino (p)    |                |         |      | 1 (4)       |             |             |  |
|  | 2A             | Sampaio Corrêa | 1 (2)          |         |      |             |             |             |  |
|  | 2A             | Sampaio Corrêa | 1 (2)          |         |      |             |             |             |  |
|  |                |                |                |         |      |             |             |             |  |

Nota: El equipo que ocupa la primera línea es quien es local en la serie.

## Final
| 13 de abril, 15:30 (UTC-3) | Cordino     | 1:1 (0:0) | Sampaio Corrêa | Estadio Leandro Cláudio, Barra do Corda                             |                                                                     |
|                            | Ulisses 82' | Reporte   | Eron 64'       | Asistencia: 787 espectadores Árbitro(s): Ranilton Oliveira de Sousa | Asistencia: 787 espectadores Árbitro(s): Ranilton Oliveira de Sousa |

| 20 de abril, 19:00 (UTC-3) | Sampaio Corrêa                                                                 | 0:0 (4:3 p.)               | Cordino                                                           | Estadio Castelão, São Luís                                                 |                                                                            |
|                            |                                                                                | Reporte                    |                                                                   | Asistencia: 2 311 espectadores Árbitro(s): José Henrique de Azevedo Júnior | Asistencia: 2 311 espectadores Árbitro(s): José Henrique de Azevedo Júnior |
|                            |                                                                                | Tiros desde el punto penal |                                                                   |                                                                            |                                                                            |
|                            | Pará · Pimentinha · Nilson Júnior · Eron · Wesley Pionteck · Soares · Maurício |                            | Everton · Leone · Baiano · Ulisses · Jocivan · Ferreira · Rosivan |                                                                            |                                                                            |

| Bandera del estado de Maranhão |
| Campeón                        |
| Sampaio Corrêa 36.° título     |

## Clasificación final
| Pos. | Equipo             | Pts. | PJ | G | E | P | GF | GC | Dif. | Clasificación                                                  |
| ---- | ------------------ | ---- | -- | - | - | - | -- | -- | ---- | -------------------------------------------------------------- |
| 1.°  | Sampaio Corrêa (C) | 24   | 12 | 6 | 6 | 0 | 19 | 9  | +10  | Copa de Brasil 2023 y Copa do Nordeste 2023                    |
| 2.°  | Cordino            | 13   | 11 | 3 | 4 | 4 | 19 | 14 | +5   | Copa de Brasil 2023, Pre-Copa do Nordeste 2023 y Serie D 2023. |
| 3.°  | Moto Club          | 14   | 9  | 4 | 2 | 3 | 11 | 9  | +2   |                                                                |
| 4.°  | IAPE               | 13   | 9  | 4 | 1 | 4 | 6  | 8  | −2   |                                                                |
| 5.°  | São José           | 12   | 9  | 3 | 3 | 3 | 14 | 12 | +2   |                                                                |
| 6.°  | Pinheiro           | 11   | 8  | 3 | 2 | 3 | 10 | 11 | −1   |                                                                |
| 7.°  | Tuntum             | 7    | 7  | 1 | 4 | 2 | 8  | 10 | −2   | Segunda División 2023.                                         |
| 8.°  | Juventude Samas    | 3    | 7  | 1 | 0 | 6 | 7  | 21 | −14  | Segunda División 2023.                                         |

Reglas de clasificación: 1) Puntos; 2) Partidos ganados; 3) Diferencia de gol; 4) Goles anotados; 5) Enfrentamiento directo entre los equipos en cuestión (solo dos); 6) Menor cantidad de tarjetas rojas; 7) Menor cantidad de tarjetas amarillas; 8) Sorteo.

Nota: Sampaio Corrêa es inelegible para clasificar a la Serie D 2023, debido a que disputa una categoría superior.